# NGC 6871
NGC 6871 (другое обозначение — OCL 148) — рассеянное скопление в созвездии Лебедь.
Этот объект входит в число перечисленных в оригинальной редакции «Нового общего каталога».